# Skwyra
Skwyra (ukr. Сквира) – miasto na Ukrainie, w obwodzie kijowskim, w rejonie białocerkiewskim. Do 2020 roku siedziba administracyjna rejonu skwyrskiego.

## Historia
W okresie I Rzeczypospolitej starostwo białocerkiewskie w województwie kijowskim, następnie miasto powiatowe w guberni kijowskiej.
Podczas okupacji hitlerowskiej, w sierpniu 1941 roku Niemcy utworzyli getto dla żydowskich mieszkańców. Przebywało w nim około 1000 osób. 20 września 1941 roku Niemcy zlikwidowali getto, a Żydów zamordowali na cmentarzu żydowskim. Sprawcami zbrodni było Einsatzkommando 5 oraz ukraińska policja. 

## Zabytki

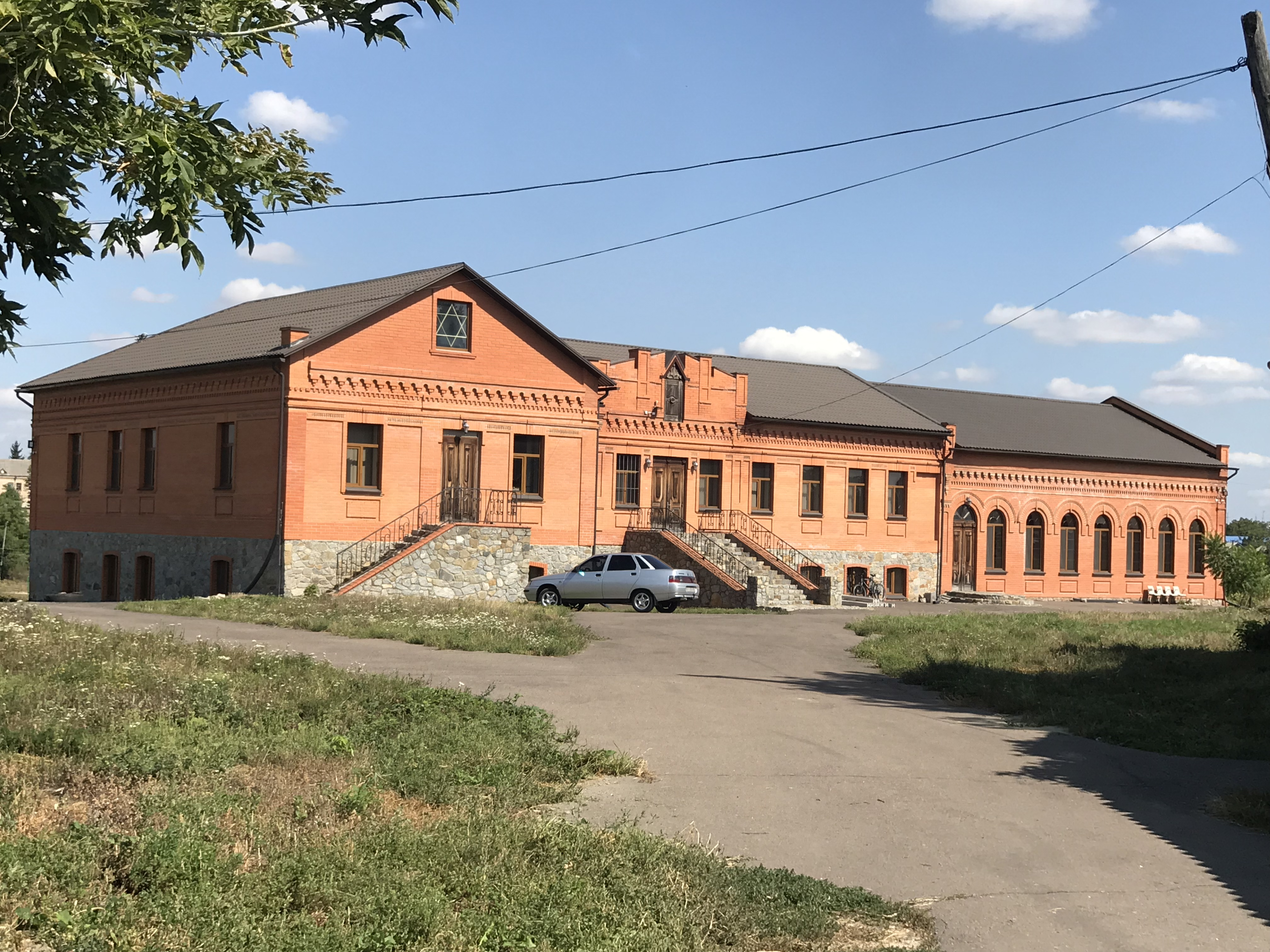
Synagoga

- Synagoga w Skwyrze

## Urodzeni
- Stanisław Wróblewski - urodził się w tym mieście w 1868 r., polski dowódca wojskowy, generał dywizji Wojska Polskiego II RP.